# Gmina Podturen
Gmina Podturen (chorw. Općina Podturen) – gmina w Chorwacji, w żupanii medzimurskiej. W 2011 roku liczyła  3873 mieszkańców.